# Gaio Calvisio Sabino (console 26)
Gaio Calvisio Sabino (in latino: Gaius Calvisius Sabinus; 7 a.C. circa – 39) è stato un magistrato romano, console dell'Impero romano.

## Biografia
Appartenente alla gens Calvisia, recentemente ascesa al potere con il nonno di Sabino, l'omonimo console del 39 a.C. e vigoroso partigiano di Giulio Cesare e di Ottaviano Augusto, Sabino era figlio del meno noto Gaio Calvisio Sabino, console del 4 a.C.: Tacito celebra la sua generis claritudo.
La carriera di Sabino dovette essere promossa dalla fama della sua famiglia, ma anche dai suoi legami matrimoniali, essendo sposato con Cornelia, figlia del grande generale e amicus di Tiberio Cosso Cornelio Lentulo e sorella del console del 25 Cosso Cornelio Lentulo e di Gneo Cornelio Lentulo Getulico (che aveva sposato una Apronia e la cui figlia era stata promessa al figlio del potente Seiano).
Degli inizi della carriera di Sabino, nulla è noto: il suo primo incarico attestato è il consolato, come ordinario, del 26, che egli ricoprì verosimilmente per il primo semestre dell'anno insieme al cognato Getulico per poi essere sostituiti a luglio da Lucio Giunio Silano, nobile reintegrato dopo l'esilio del padre, e l'homo novus Gaio Velleo Tutore.. Il consolato di Getulico e Sabino vide la conclusione della ribellione di Tracia e il conferimento delle insegne trionfali a Gaio Poppeo Sabino, la condanna di Claudia Pulcra, amica di Agrippina maggiore, il rifiuto di Tiberio di concedere alla stessa Agrippina un nuovo marito e l'inasprimento dei loro rapporti, le dispute in senato tra gli ambasciatori della città d'Asia per decretare la sede del tempio per Tiberio e la scelta finale di Smirne, e la partenza del princeps per la Campania, con il conseguente rafforzamento di Seiano e i primi dissidi con Nerone e Druso Cesari.
Tuttavia, dopo la caduta di Seiano nell'ottobre del 31, i suoi affiliati si trovarono in gravi difficoltà: Getulico riuscì a sopravvivere grazie ad un accordo con Tiberio, mentre Sabino fu accusato, insieme ad altri consolari e nobili, di maiestas nel 32 venendo salvato dalla testimonianza del tribuno delle coorti urbane Celso. A quel tempo, Sabino era considerato uno dei principali senatori, status che mantenne sotto il successore di Tiberio.
Sabino dovette quindi recuperare credito, giacché Tiberio, nei suoi ultimi mesi, o Caligola, nei suoi primi mesi di principato, lo destinò al governo, come legatus Augusti pro praetore, della Pannonia, al comando delle sue tre legioni. Durante il suo mandato, il futuro partigiano di Galba, Tito Vinio, sedusse la moglie di Sabino, Cornelia, e la fece entrare nell'accampamento vestita da soldato facendole fare ronde e altre attività militari del genere, per poi giacere con lei nei principia.
Il comportamento poco casto di Cornelia portò non solo all'incarcerazione di Vinio, ma anche ad un'accusa contro lo stesso Sabino e lei al loro ritorno a Roma nei primi mesi del 39: Sabino e Cornelia, per salvare il loro patrimonio, si suicidarono prima della fine del processo. La critica moderna ha però cercato di andare oltre la superficie dei resoconti storiografici: sembra che Sabino e la moglie Cornelia fossero coinvolti dall'inizio in quella che si sarebbe configurata come la congiura del 39 contro Caligola, in cui morirono il cognato ed ex-erede del princeps, Marco Emilio Lepido, e il cognato di Sabino, Getulico, e vennero esiliate le sorelle del princeps Giulia Livilla e Agrippina minore, e che il loro suicidio coatto abbia sgomentato il senato e quindi spinto all'azione gli altri congiurati.
Allo stato attuale delle nostre conoscenze, è impossibile sapere se sia proprio Sabino ad aver adottato Publio Calvisio Sabino Pomponio Secondo, console suffetto del 44.